# Cartes col·leccionables
Cartes col·leccionables o Joc de cartes col·leccionables, és el terme usat per a referir-se als joc de cartes no predefinides i existents en gran quantitat i de variats tipus i característiques que li atorguen individualitat a cada carta, amb les quals poden construir-se una baralla (manoll de cartes) lliurement d'acord amb les regles de cada tipus de joc en particular.El seu èxit ha portat a crear un gènere de videojocs per emular-les, el videojoc de cartes col·leccionables, que pot ser una versió digital dels jocs de cartes ordinaris o un joc totalment nou.

## Història
El concepte de joc de cartes col·leccionable (JCC) naix en 1993 amb Magic: The Gathering joc creat per Richard Garfield, encara que anteriorment existien un tipus de joc de carta predecessora denominada actualment joc de baralla de col·lecció (JBC); les quals presentaven regles més simples i una menor complexitat en comparança al JCC, jugant-se a partir d'una baralla amb cartes predefinides i en el qual cada carta portava generalment una imatge amb un tema en específic segons el tipus de baralla i joc.
Així, en 1993 Richard Garfield, professor de matemàtiques, va més enllà del concepte que tenia el joc de baralla de col·lecció clàssica, i desenvolupa l'actual concepte de JCC després de ser plantejat i desenvolupat després d'una conversa sobre Pòquer; en la qual Garfield plantejava com seria el joc si les baralles, en lloc de tenir 54 cartes predefinides pogueren construir-se lliurement. La resposta evident és que sempre es ficarien asos i el joc no tindria sentit; no obstant això, Garfield tenia una visió molt distinta dels jocs de cartes, i pogué així assolir dissenyar el concepte bàsic de tots els JCC i crear el seu propi joc.
En aquest àmbit, contínuament apareixen nous jocs basats en llicències de cinema, sèries televisives, còmics o llibres, existint un JCC per a cada ambientació predilecta, podent bé col·leccionar-los o jugar amb els personatges favorits que tinga cada persona.

## Característiques del JCC
La principal característica d'un JCC és la individualitat de cada carta, la qual, duu escrita la seua funció en el joc, efectes i característiques. Els jocs de naips tradicionals utilitzen sempre les mateixes cartes que cobren efecte segons les regles del joc; els JCCs usen unes regles que defineixen el desenvolupament de la partida i les condicions de victòria però són les cartes les quals defineixen la seua pròpia funció.
A partir d'un ampli elenc de cartes disponibles (unes 11.500 en el cas de Magic) cada jugador confecciona el seu propi manoll, donant motiu a una infinitat d'estratègies i desenvolupaments de partides, les quals, pot afirmar-se que cadascuna és diferent.
Per a establir un paral·lelisme, un JCC són uns escacs on cada jugador escull les seues 16 peces inicials de milers disponibles, cadascuna amb moviments i efectes propis, jugant sempre sota les normes del tauler d'escacs. Les regles del joc fan que cap carta siga desequilibrant i tinga sempre la seua contrapartida.
El joc Magic, de l'empresa Wizards Of The Coast, va difondre aquest concepte, imitat en centenars de jocs distints, cadascú amb les seues pròpies regles i característiques, donant lloc a un segment de l'oci únic, tremendament ampli i que des de 1993 no ha parat de créixer amb milions d'afeccionats en tot el globus, ja que presenta un joc totalment distint conegut, desafiador per la seua profunditat i infinites combinacions d'estratègia, addictiu ja que les successives partides són totalment distintes, i amb un ampli programa de tornejos i esdeveniments que abasten des de menuts tornejos locals a un circuit professional amb grans premis en metàl·lic. Posteriorment producte de l'èxit d'aquesta empresa apareixerien altres empreses amb nous jocs de cartes col·leccionables, ampliant-se així el nombre de jocs de cartes col·leccionables.
Els manolls es caracteritzen per ser igualment transportables fàcilment, la qual cosa fa que puga jugar-se en qualsevol lloc contra qualsevol persona, fent així un joc social que pot practicar-se amb un variat nombre de jugadors, donant lloc a tantes situacions de partida que, encara que un manoll d'un jugador siga superior a un rival concret, igualment pot succeir que aquest jugador es veja en seriosos destrets contra un altre. Els grans tornejos reuneixen a centenars i milers de jugadors, estant el rècord en 1300 jugadors.
L'altra característica que li dona nom i les diferència dels naips tradicionals és que són col·leccionables. Així, les cartes es divideixen en freqüències, habitualment: Comuna, Infreqüent i Rara, sent de menys a més la dificultat d'aconseguir. Aquestes cartes s'adquireixen en sobres segellats el contingut dels quals és aleatori, amb el que no se sap exactament que s'obté en cada sobre. Per això, no es compren les cartes que desitgem, si no que s'entra en un mercat secundari de col·leccionisme, on les cartes adquireixen el seu valor per la seua freqüència, antiguitat, estat i sobretot qualitat i efectivitat en partides, obeint a conceptes d'oferta i demanda.
Així, conseqüentment, tenim el vessant de joc i de col·leccionable, la fórmula que ha assolit captar l'atenció de milers de jugadors en tot el món i donant lloc a tendes especialitzades on poden adquirir-se tant en format segellat com carta solta, així com grans comunitats d'internet dedicades a informar sobre el joc, estratègies i manolls guanyadors, i intercanvi i valoració de cartes (consultar enllaços al final).
El preu de qualsevol JCC és el qual vulga donar-li l'usuari. El preu bàsic d'un sobre (que inclouen entre 8 i 15 cartes segons el JCC) oscil·la entre 3 i 4 euros, sent suficient per a iniciar a jugar un Mall preconstruït (de 10 a 15 euros) i uns quants sobres. Si agrada, pot iniciar-se la construcció d'un mall de joc més avançat, existint cartes soltes des de 0,20€ fins a 1500€ (Black Lotus), però trobant bones cartes per 4-8 €. Una vegada construït el primer mall i jugat unes quantes partides, l'usuari és el qual decideix fins on vol arribar, quants malls vol construir, i quant de competitius desitja que siguen, ajustant-se el joc al seu pressupost.
Una vegada es posseïsquen aquestes cartes, no ha d'oblidar-se que el valor econòmic ho conserven, podent canviar-les o vendre-les entorn d'eixe valor, sent possible renovar malls a força de comerciar amb cartes, amb el que la inversió realitzada sempre pot amortitzar-se.
Existeixen moltes altres característiques que converteixen als JCCs en un bon passatemps:
- Constant renovació: cada cert temps, habitualment 2-4 mesos, una nova col·lecció amb centenars de cartes ix al mercat, aportant noves estratègies i canviant els malls de joc actuals, fent que el jugador s'esforce per adaptar el seu mall a les noves cartes disponibles i els entorns de joc que generen. Per això, mai pot afirmar-se que es domina el joc, el qual requereix estudi i dedicació continus segons el nivell que vulgues arribar.

- Joc organitzat: un lloc on provar el teu manoll i posar a prova les teues habilitats, existint diferents formats (Que fixen quines col·leccions són vàlides i quins no), nivells i premis. La complexitat del joc pot arribar a ser molt elevada, existint jutges que solucionen conflictes en les partides. En el cas de Magic, un organisme internacional, la DCI, duu un rànquing global de jugadors amb els punts que obtenen en els tornejos que disputen, puntuen i es classifiquen per a esdeveniments de superior categoria on es reparteixen grans quantitats de diners. El jugador de Magic que més diners ha guanyat fins a la data és l'alemany Kai Budde, amb 325.000$ des de 1998.

## Col·leccions

### Originals
- Magic: The Gathering: En castellà Magic: El Encuentro.
- Leyenda de los Cinco Anillos: En anglès Legend of the Five Rings.
- 7th Sea: Per Alderac Entertainment Group.
- Mitos y Leyendas: Mitologia universal.
- Cazaurio: Cacera de dinosaures
- Hecatomb: Basada en un futur fosc destruït per l'Apocalipsi.
- Humankind: Conflicte de desviants.
- Draconian Wars: Hyperborea Edition

### Basades en altres productes
- El Senyor dels Anells (TCG): Existeixen dos jocs distints, Middle-earth Collectible Card Game[1] i The Lord of the Rings Trading Card Game[2] editats per Iron Crown Enterprises i Decipher Inc. respectivament basats en el llibre i les pel·lícules del mateix nom.
- History of War: Basada en la segona guerra mundial.
- Harry Potter (TCG): Basada en la saga de llibres i pel·lícules del mateix nom. Per Wizards of the Coast amb permís de Warner Bros.
- WWE Raw Deal: Basat en l'acció de la lluita lliure de la World Wrestling Entertainment.
- Dragon Ball: Basat en el Manga creat per Akira Toriyama
- Mythos i Call of Cthulhu: The Card Game: Basat en els Mites de Cthulhu creats per H. P. Lovecraft.[3]
- Pokémon: Basada en la sèrie d'animació del mateix nom.
- Star Wars: Extens joc creat per Decipher (Actualment no es fabrica).
- Stargate: Basada en la sèrie de televisió del mateix nom.
- Yu-Gi-Oh!: Basada en la sèrie d'animació del mateix nom.
- Vampire: The Eternal Struggle: Basat en el joc de rol de Vampir: La Mascarada.
- VS System: Basat en personatges de còmics nord-americans, de moment de Marvel i DC.
- WarCry: Per Sabertooth Games. Basada en el món de Warhammer.
- Warhammer 40.000: Per Sabertooth Games. Basada en el món de Warhammer 40.000.
- Duel Masters: Basat en l'anime del mateix nom.
- A Game of Thrones: Basat en la novel·la de George R.R. Martin.
- Hearthstone: Basat en el videojoc del mateix nom
- Digimon: Basat en l'anime del mateix nom.
- Urban Rivals: Basat en els diferents clans d'una ciutat fictícia.